# Dryptoscolex matthiesae
Dryptoscolex matthiesae è un anellide estinto, appartenente ai policheti. Visse nel Carbonifero superiore (circa 320 milioni di anni fa) e i suoi resti fossili sono stati ritrovati in Nordamerica (Illinois).

## Descrizione
Questo animale possedeva un aspetto vermiforme ed era di dimensioni relativamente grandi: raggiungeva infatti i 12 centimetri di lunghezza. Il corpo era diviso in oltre 150 segmenti; sulla regione cefalica erano presenti due corte antenne, che non superavano i 4 millimetri di lunghezza. Era inoltre presente una proboscide estroflessibile, armata di quattro mandibole. Tuttavia, nei fossili è raro che la proboscide si sia conservata in posizione estroflessa. I parapodi erano biramati, e ciascun ramo portava un fitto fascio di setole lunghe e sottili. Sui parapodi, inoltre, sembrerebbero essere stati presenti alcuni lunghi cirri. Alcuni rari fossili, infine, presentano la conservazione di due cirri anali.

## Classificazione
Dryptoscolex matthiesae, descritto per la prima volta da Thompson nel 1979, è un rappresentante degli anellidi policheti ed è stato ascritto all'ordine dei Phyllodocida, nella famiglia Aphroditidae. Questo animale è un membro relativamente raro di una fauna a policheti che si rinviene nel giacimento di Mazon Creek (Illinois). Altri anellidi policheti del giacimento sono Esconites, Didontogaster e Astreptoscolex.

## Paleobiologia
Dryptoscolex era un attivo predatore che cacciava le sue prede nell'acqua, dove poteva nuotare liberamente. Un altro anellide di dimensioni minori rinvenuto nello stesso giacimento, sempre appartenente alla famiglia Aphroditidae, è Hystriciola, che si nutriva di prede più piccole.